# Mickey Cohen
Meyer Harris Cohen (4. září 1913, New York - 29. července 1976, Los Angeles), známější pouze jako Mickey Cohen, byl americký gangster se sídlem v Los Angeles, člen židovského gangu s vazbami na americkou Cosa Nostra.
Svou zločineckou kariéru začal po neúspěchu ve světě profesionálního boxu. Během prohibice se stal členem chicagské mafie, jako takový byl i uvězněn. Po návratu z vězení odjel do Clevelandu, kde začal znovu nelegální činnost, ve spolupráci s Meyerem Lanskym a Bugsym Siegelem. Spolu s novými spolupracovníky odjel do Los Angeles, kde postupně nabýval stále větší moci. Když byl Siegel zavražděn, pokusil se ho Cohen pomstít, ale vrahy se mu odhalit nepodařilo. Svou pozdější moc nabyl díky své brutalitě a nelítostnosti, čímž se dostal do hledáčku policie. Ta však byla bezradná, proto byl Cohen obviněn "pouze" z neplacení státní daně a uvězněn. Když byl v roce 1955 propuštěn, opět obnovil své obchody a stal se významnou celebritou, která pravidelně plnila přední strany novin. V roce 1971 byl znovu za neplacení daně uvězněn a poslán do Alcatrazu, poté byl převezen do federální věznice v Atlantě. V roce 1972 mu byl diagnostikován žaludeční vřed a následně i zhoubný nádor, pročež byl propuštěn. Roku 1976 zemřel ve spánku v dvaašedesáti letech.

## V kultuře
- Ve filmu Bugsy (1991) je Mickey Cohen zobrazen hercem Harveyem Keitelem. Keitel získal nominaci na Oscara za nejlepšího vedlejšího herce.
- Ve filmu So I Married an Axe Murderer (1993), je Mickey Cohen uveden jako bývalý vězeň v Alcatrazu.
- Ve filmu L. A. – Přísně tajné (1997), který je volnou adaptací románu Jamese Ellroye z roku 1990, je Mickey Cohen zobrazen hercem Paulem Guilfoylem v malé roli, ale má hlavní vliv po zbytek filmu.
- Ve filmu Černá Dahlia (2006) je Mickey Cohen uveden jako nelegální sázkař, který sází na boxerský zápas v podsvětí.
- Ve filmu Gangster Squad – Lovci mafie (2013) Cohena ztvárnil Sean Penn a je hlavním antagonistou filmu. Film je fiktivní verzí Cohenova pádu, protože ukazuje, že Cohen byl zatčen za vraždu jednoho ze svých podřízených, ale ve skutečnosti byl uvězněn za daňové úniky.